# Мандерлей
«Мандерлей» (англ. Manderlay) — второй после «Догвилля» фильм в незавершённой кинотрилогии Ларса Фон Триера «США — страна возможностей» («USA — Land of Opportunities»). Фильм посвящён теме рабства.

## Сюжет
Действие ленты происходит после событий, описанных в «Догвилле». Грейс с отцом решают переехать на юг страны и отправляются на поиски нового дома. Судьба заносит их в район плантации Мандерлей. Они обнаруживают, что несмотря на то, что рабство отменили уже более 60 лет назад, чёрные до сих пор живут здесь в жесточайших условиях и по-прежнему подвергаются гнёту со стороны белых «хозяев».
Грейс решает изменить порядки, сложившиеся в Мандерлее, и вмешивается в жизнь поселения. Ею руководит идея о том, что свобода является важнейшей ценностью и неотъемлемым правом человека.

## Композиция фильма
Мандерлей, как и Догвилль, разбит на отдельные главы, каждая из которых имеет название, поясняющее зрителям её содержание. Особенность фильма в том, что он имеет кольцевую композицию. Первое, что делает Грейс в Мандерлее — останавливает руку плантатора, собирающегося высечь раба. Однако события в картине развиваются таким образом, что в финальной сцене сама Грейс бичует негра, которого до этого спасла от наказания.

## В ролях
| Актёр               | Роль                     |
| ------------------- | ------------------------ |
| Брайс Даллас Ховард | Грейс Маргарет Маллигэн  |
| Исаак де Банколе    | Тимоти                   |
| Дэнни Гловер        | Вильгельм                |
| Уиллем Дефо         | отец Грейс               |
| Майкл Абитебул      | Томас                    |
| Лорен Бэколл        | мать                     |
| Жан-Марк Барр       | мистер Робинсон          |
| Желько Иванек       | доктор Гектор            |
| Удо Кир             | мистер Кирсп             |
| Джереми Дейвис      | Нильс                    |
| Джон Хёрт           | рассказчик (озвучивание) |

## Факты
- Фильм посвящается памяти Юмбера Бальсана[фр.] (21.08.1954 — 10.02.2005).
- «Освобождение. Хотят они или нет» («Liberation. Whether they want it or not») — слоган фильма
- Сюжет фильма, возможно, навеян предисловием члена Французской академии, писателя и критика Жана Полана к скандально знаменитому роману Полин Реаж «История О», которое называется «Счастье в рабстве». Это предисловие начинается с описания бунта негров, случившегося на острове Барбадос в 1838 году. Началось всё с того, что рано утром несколько чернокожих мужчин и женщин — бывших рабов, которым закон незадолго до того даровал свободу, — пришли к своему бывшему хозяину мистеру Гленелгу и попросили снова сделать их рабами. Поговорив с ними, Гленелг отказался. И тогда его бывшие рабы начали угрожать ему, а затем применили и физическую силу — сначала умеренно, а затем всё более и более распаляясь. Закончилось всё тем, что мистер Гленелг и вся его семья были жестоко убиты этими людьми. Тем же вечером негры вернулись в свои старые жилища, предназначенные для рабов, и начали жить там так, как жили до отмены рабства.
- Изначально предполагалось, что Николь Кидман, сыгравшая Грейс в фильме «Догвилль» (2003), исполнит эту роль и в двух других фильмах трилогии «США — Страна Возможностей». Однако в июле 2003 года Николь Кидман покинула проект, участие в котором вступило в противоречие с её другими творческими планами.
- В роли доктора Гектора первоначально начал сниматься американский актёр Джон Райли, однако он в разгар съёмок внезапно покинул проект. Дэнни Гловер, сыгравший одного из рабов, поначалу отказался от роли, однако повторное предложение принял. Джеймс Каан, сыгравший роль отца Грейс в «Догвилле», заявил в интервью, что он отказался от участия в сиквеле по двум причинам: во-первых, потому что из проекта выбыла Николь Кидман; а во-вторых, потому что он чувствовал, что Ларс фон Триер, по словам актёра, «настроен очень антиамерикански, так что пошёл он… Я настроен очень проамерикански. Я консерватор — в основном».